# Ивченково
Ивченково — хутор в Каменском районе Воронежской области России.
Входит в состав Сончинского сельского поселения

## География

### Улицы
- ул. Вишнёвая,
- ул. Северная,
- ул. Центральная
- пер. Железнодорожный,
- пер. Каштановый.